# 알렉산드르 랴잔체프
알렉산드르 알렉산드로비치 랴잔체프(러시아어: Александр Александрович Рязанцев, 1986년 9월 5일 ~ )는 러시아의 축구 선수로서, 포지션은 윙어이다. 현재 FC 토르페도 모스크바 소속으로 활약하고 있다.

## 수상

### 선수

#### 루빈 카잔
- 러시아 프리미어리그 우승: 2008, 2009
- 러시아 슈퍼컵 준우승: 2009
- 러시아 슈퍼컵 우승: 2010, 2012
- 러시아 컵 준우승: 2009
- 러시아 컵 우승: 2012

#### 제니트 상트페테르부르크
- 러시아 프리미어리그 우승: 2014-15